# Dancebelt

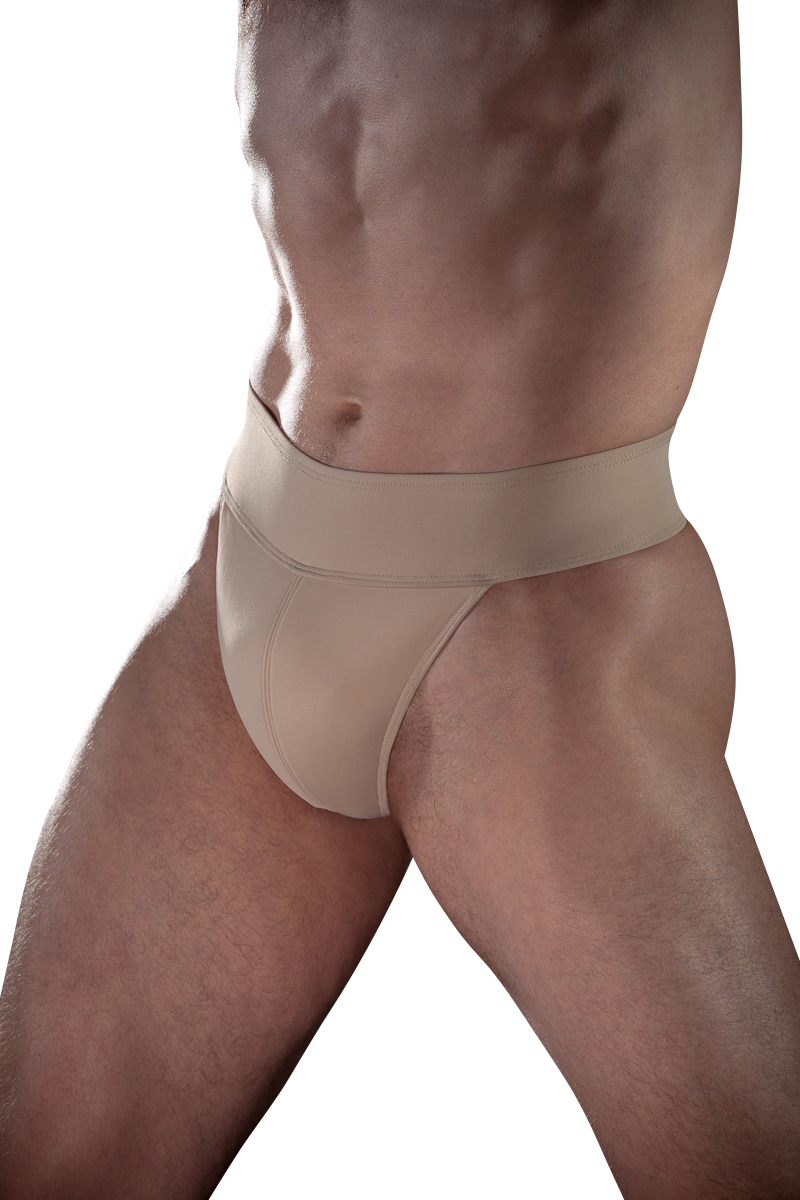
Een dancebelt zoals deze wordt gedragen door mannelijke balletdansers.

Een dancebelt is een gespecialiseerd ondergoed dat gedragen wordt door mannelijke balletdansers om hun geslachtsdelen te ondersteunen en te beschermen. De meeste zijn qua ontwerp vergelijkbaar met de g-string.
Dancebelts werden rond 1900 ontwikkeld omdat verschillende choreografische posities en bewegingen kunnen leiden tot pijn of zelfs letsel aan de mannelijke genitaliën, als deze niet worden ondersteund en stevig op zijn plaats gehouden tegen de onderbuik. Ook zou de anatomie van de mannelijke danser een zekere mate van detail kunnen onthullen die als afleidend voor het publiek wordt beschouwd.
Een dancebelt lijkt op een g-string, maar heeft een bredere tailleband zodat de taille niet bekneld wordt. Aan de achterkant is de tailleband door een zeer smalle strook elastische stof verbonden met de onderkant van de driehoekige voorzijde. Deze strook stof ligt tussen de billen en benen van de drager. Hoewel de meeste dancebelts van een string-achtig ontwerp zijn, produceren sommige fabrikanten dancebelts met een zitvlak. Deze types zijn echter minder esthetisch omdat ze een ondergoed-aftekening veroorzaken. De kleur van de dancebelt dient gelijk te zijn aan de huidskleur, zoals beige of donkerbruin. Dit zorgt ervoor dat de dancebelt nauwelijks of helemaal niet zichtbaar is onder het kostuum van de dansers, in het algemeen een strak soort legging.
Dancebelts zijn comfortabel te dragen wanneer deze goed passen en “ingedragen” zijn. Wanneer goed (met naar boven wijzende penis) gepositioneerd, zijn de mannelijke delen stevig ondersteund, en laat het rekbare materiaal vrij en onbeperkt de bewegingen toe die nodig zijn voor de dans.
De voorste driehoekige ondersteuning is opgebouwd uit een aantal lagen van spandex stof (of iets dergelijks), evt. gevuld met een dunne laag van zeer licht niet-volumineus materiaal, om een nog gladder effect te verkrijgen. Dancebelts zijn dan ook bedoeld om anatomische details (zoals een besnijdenis of herkenbaarheid van delen en vormen) te verhullen, en een nette discrete welving te creëren. En niet, zoals wel wordt verondersteld, om de mannelijke delen te accentueren.
Dancebelts worden ook wel buiten de balletwereld onder rekbare kleding gedragen als een visueel glad en net uiterlijk gewenst is. Bijvoorbeeld door kunstschaatsers, trapeze artiesten, acteurs in “superheld”- kostuums, en turners.